# Stigmacros bosii
Stigmacros bosii är en myrart som först beskrevs av Auguste-Henri Forel 1902.  Stigmacros bosii ingår i släktet Stigmacros och familjen myror. Inga underarter finns listade i Catalogue of Life.

## Bildgalleri

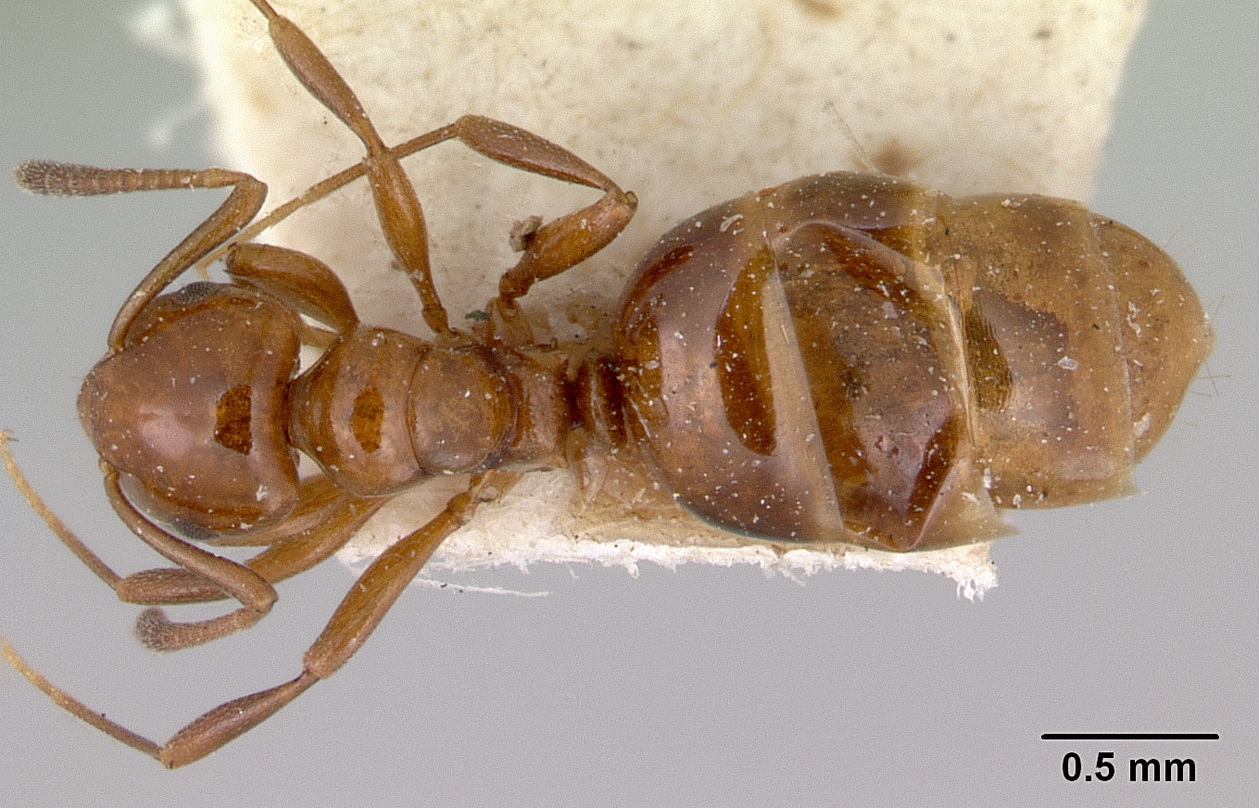
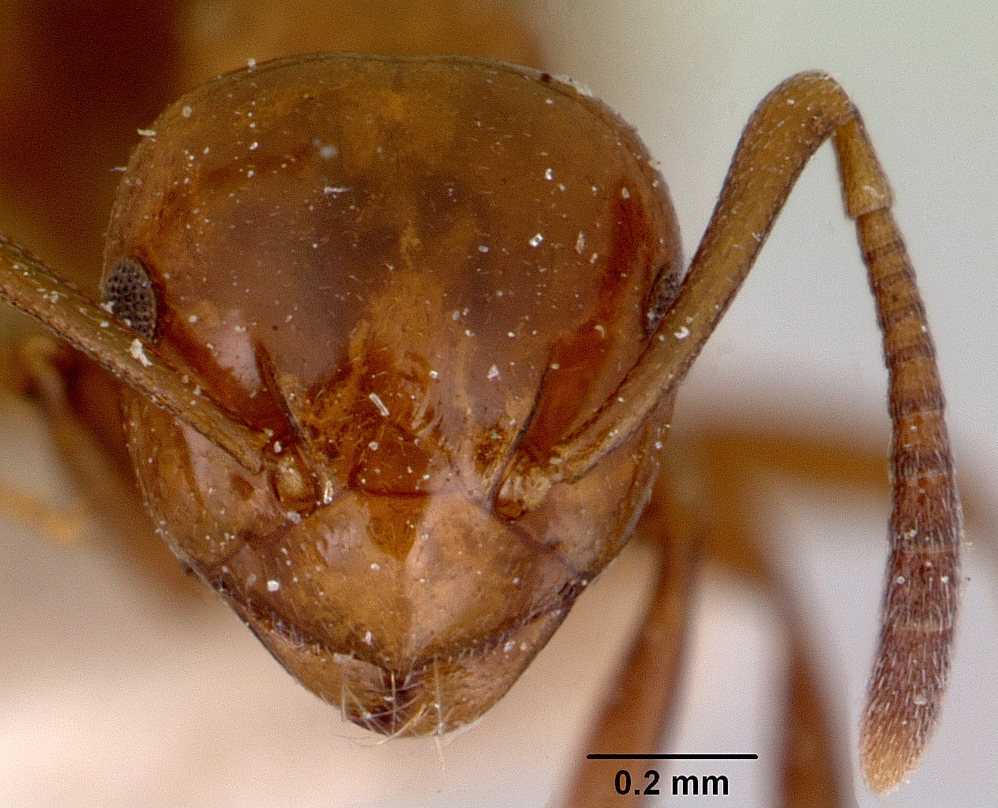
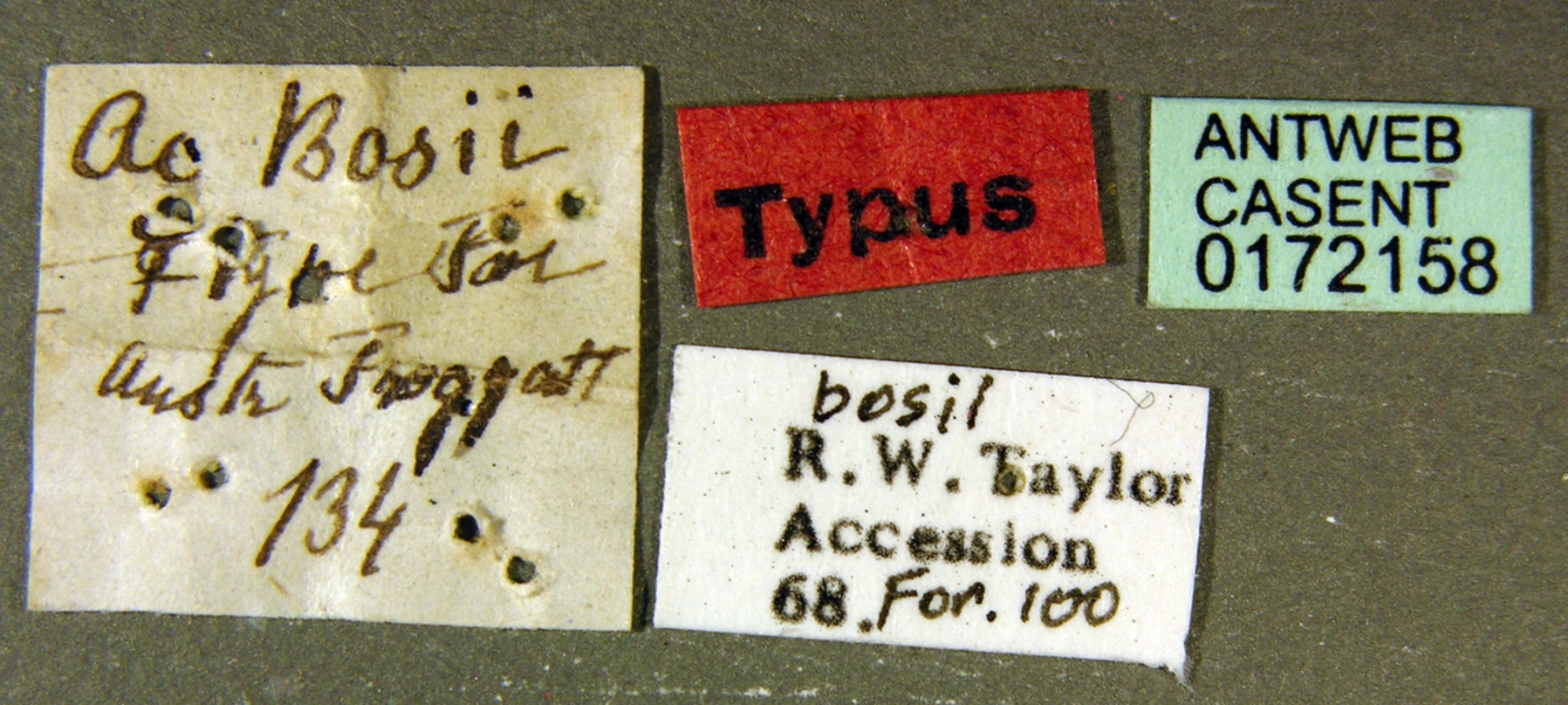
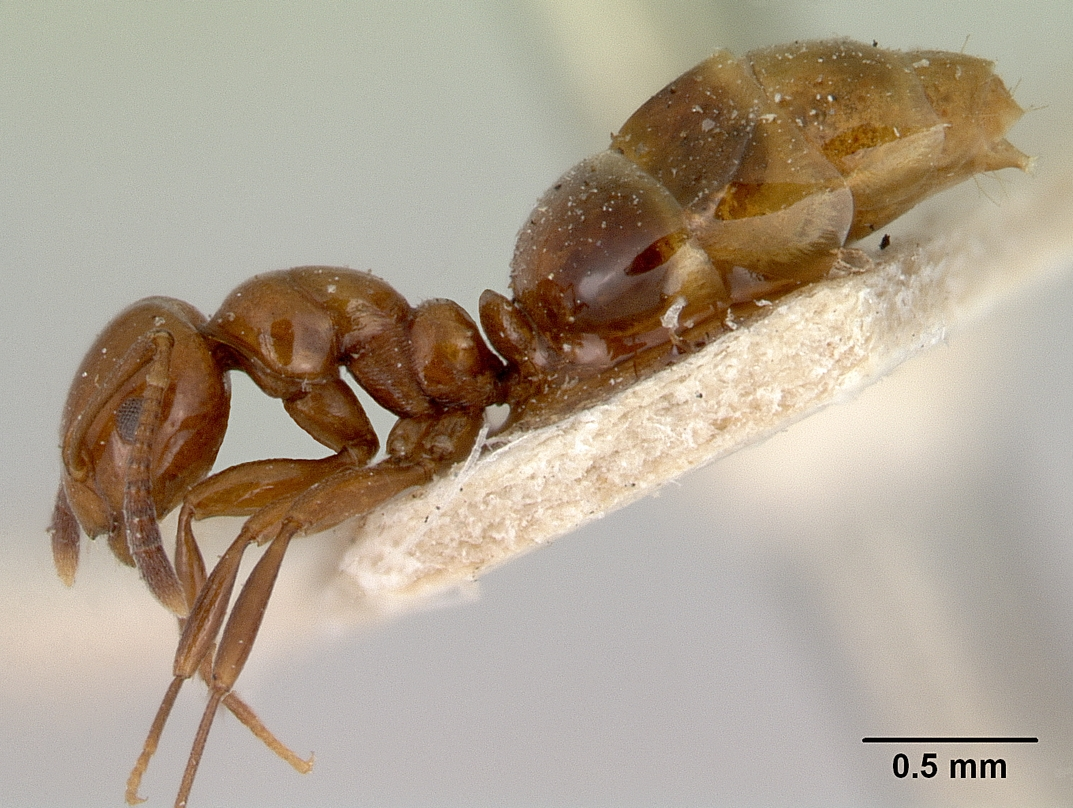